# Saint-Ferréol-des-Côtes
Saint-Ferréol-des-Côtes é uma comuna francesa na região administrativa de Auvérnia-Ródano-Alpes, no departamento Puy-de-Dôme. Estende-se por uma área de 15 km². Em 2010 a comuna tinha 562 habitantes (densidade: 37,5 hab./km²).